# Chrétien de Lamoignon
Chrétien de Lamoignon né le 22 août 1567 et mort le 18 janvier 1636, magistrat au parlement de Paris.

## Biographie
Dixième fils de Charles de Lamoignon et de Charlotte de Besançon (ils eurent vingt enfants), instruit dans le droit par Jacques Cujas, Chrétien fait d'abord carrière comme conseiller au parlement de Paris. Magistrat intelligent et honnête, il est remarqué par Richelieu qui le prend sous sa protection. 
Partisan des réformes de Louis de Marillac, il se trouve naturellement impliqué dans le complot de la Reine qui soutient le Garde des Sceaux et souhaite que ce dernier remplace le Cardinal. Richelieu, une fois l'affaire terminée à son avantage, le garde en assez grande estime pour ne pas lui en tenir rigueur et lui confie même la charge de président à mortier en 1633, que Lamoignon conserve jusqu'à sa mort.
Généreux, d'un modeste train de vie, Chrétien apporte régulièrement une aide aux plus démunis. En 1597, il épouse Marie des Landes, dont la sœur, Anne, a épousé François Briçonnet (†1631), fille de Guillaume des Landes, conseiller au parlement. Elle-même d'une nature secourable s'occupe activement d'œuvres sociales et crée, entre autres, l'Association pour la délivrance des prisonniers pour dettes et mérita le nom de « Mère des pauvres ». Leur fille Madeleine, qui héritera des vertus de ses parents, collaboratrice de Vincent de Paul, fondera avec ce dernier l'« hospice des Enfants trouvés ». 
À la mort de son beau-père, Lamoignon recueille une riche succession qui lui permet de penser enfin à ses enfants. Il décide d'agrandir leur demeure de Bâville (forme moderne de Basville) et fait bâtir un château de bel aspect mais sans dépense excessive: elle coûte pour l'époque la somme raisonnable de 45 000 livres. Cette construction allait plus tard être souvent le havre de paix de personnages célèbres, las de la vie parisienne.
En 1636, à sa mort à l'âge de soixante-huit ans, il est inhumé dans l'église du couvent des Cordeliers de Paris. Son buste funéraire par le sculpteur Pierre Collot est conservé au musée du château de Versailles.